# Aşağıtulgalı, Özalp
Aşağıtulgalı là một xã thuộc thành phố Özalp, tỉnh Van, Thổ Nhĩ Kỳ. Dân số thời điểm năm 2011 là 2.327 người.